# Abtrichia squamosa
Abtrichia squamosa är en nattsländeart som beskrevs av Martin E. Mosely 1939. Abtrichia squamosa ingår i släktet Abtrichia och familjen smånattsländor. Inga underarter finns listade i Catalogue of Life.